# Damir Sadiković
Damir Sadiković (Colonia, 7 aprile 1995) è un calciatore bosniaco, centrocampista dello Sloga Doboj.

## Carriera

### Club
In carriera ha giocato 11 partite di qualificazione alle coppe europee, di cui una per la Champions League e 10 per l'Europa League, tutte con lo Željezničar.

### Nazionale
Ha giocato nelle nazionali giovanili bosniache Under-19 ed Under-21.
Nel 2021 ha esordito in nazionale maggiore.

## Palmarès

### Club

#### Competizioni nazionali
- Supercoppa di Polonia: 1

KS Cracovia: 2020